# Lothar Frankl von Hochwart
Lothar Amadeus Frankl, Ritter von Hochwart, född 22 juni 1862 i Wien, död där den 19 december 1914, var en österrikisk neurolog, son till Ludwig August Frankl von Hochwart.
Frankl studerade i Wien, blev 1911 professor vid universitetet där och var intill 1913 ledare för ambulatoriet för nervsjukdomar vid medicinska kliniken. Hösten 1913 blev han föreståndare för poliklinikens neurologiska avdelning.
Hans viktigaste skrifter är: Die Menièresche Symptomkomplexe (1895); Akroparästhesien (1897), Nervöse Erkrankungen (1897) och Tetanie (andra upplagan, 1907). Tillsammans med Zuckerkandl skrev han Nervöse Erkrankungen der Blase och med Eiselsberg Zur Kenntniss der Pseudosklerose. Vidare även Diagnose der Zirbeldrüsentumore (1909), ett område som han senare även behandlade i Diagnostik der Hypophysentumoren ohne Akromegalie (1909).